# Tilia semicostata
Tilia semicostata är en malvaväxtart som beskrevs av Takenoshin Nakai. Tilia semicostata ingår i släktet lindar, och familjen malvaväxter. Inga underarter finns listade i Catalogue of Life.